# Det skæve tårn i Pisa
43°43′23″N 10°23′48″Ø / 43.7231°N 10.3967°Ø
Det skæve tårn i Pisa (ital. Torre pendente di Pisa eller Torre di Pisa) er en kampanile i den italienske by Pisa på Piazza dei Miracoli.
Som følge af blød jord og utilstrækkelig fundering begyndte tårnet at blive skævt allerede kort tid efter opførelsen i august 1173.
Tårnet er 55,86 m højt på den laveste side og 56,70 m på den højeste. Det giver en hældning på 3,97°. Væggenes tykkelse er 4,09 m ved jorden og 2,48 m ved toppen. Vægten er anslået til 14.500 tons. Tårnet har 294 trin.
Den italienske mafia havde i begyndelsen af 1990'erne planer om at sprænge Det skæve tårn i Pisa i luften.